# Andersonia macranthera
Andersonia macranthera là một loài thực vật có hoa trong họ Thạch nam. Loài này được F.Muell. mô tả khoa học đầu tiên năm 1864.